# Vileši
Vileši es un pueblo de la municipalidad de Bugojno, en el cantón de Bosnia Central, Bosnia y Herzegovina.

## Superficie
Posee una superficie de 0,75 kilómetros cuadrados.

## Demografía
Hasta 2013 la población era de 240 habitantes, con una densidad de población de 319,6 habitantes por kilómetro cuadrado.